# World RX de Canadá 2014
El World RX de Canadá 2014, oficialmente Grand Prix de Trois-Rivières-Rallycross of Canada fue la séptima prueba de la Temporada 2014 del Campeonato Mundial de Rallycross. Se celebró del 7 al 8 de agosto de 2014 en el Circuito de Trois-Rivières ubicado en la ciudad de Trois-Rivières, Provincia de Quebec, Canadá.
La prueba fue ganada por Petter Solberg quien consiguió su segunda victoria de la temporada a bordo de su Citroën DS3, Anton Marklund término en segundo lugar en su Volkswagen Polo y Timur Timerzyanov finalizó tercero con su Peugeot 208 T16.

## Series
| Pos.            | No. | Piloto             | Equipo                  | Auto            | H1  | H2  | H3  | H4  | Pts |
| --------------- | --- | ------------------ | ----------------------- | --------------- | --- | --- | --- | --- | --- |
| 1               | 11  | Petter Solberg     | PSRX                    | Citroën DS3     | 1º  | 3º  | 1º  | 1º  | 16  |
| 2               | 92  | Anton Marklund     | Marklund Motorsport     | Volkswagen Polo | 3º  | 2º  | 5º  | 3º  | 15  |
| 3               | 3   | Timmy Hansen       | Team Peugeot-Hansen     | Peugeot 208 T16 | 4º  | 8º  | 2º  | 4º  | 14  |
| 4               | 94  | Joni Wiman         | Olsbergs MSE            | Ford Fiesta ST  | 10º | 1º  | 6º  | 8º  | 13  |
| 5               | 57  | Toomas Heikkinen   | Marklund Motorsport     | Volkswagen Polo | 2º  | 4º  | 7º  | 11º | 12  |
| 6               | 13  | Andreas Bakkerud   | Olsbergs MSE            | Ford Fiesta ST  | 5º  | 9º  | 3º  | 9º  | 11  |
| 7               | 27  | Davy Jeanney       | Monster Energy World RX | Citroën DS3     | 8º  | 7º  | 10º | 5º  | 10  |
| 8               | 88  | Henning Solberg    | Monster Energy World RX | Citroën DS3     | 14º | 5º  | 11º | 6º  | 9   |
| 9               | 1   | Timur Timerzyanov  | Team Peugeot-Hansen     | Peugeot 208 T16 | 6º  | 14º | DNF | 2º  | 8   |
| 10              | 82  | Patrick Carpentier | Marklund Motorsport     | Volkswagen Polo | 11º | 11º | 9º  | 7º  | 7   |
| 11              | 26  | Andy Scott         | Albatec Racing          | Peugeot 208     | 12º | 10º | 13º | 12º | 6   |
| 12              | 96  | Sverre Isachsen    | Subaru Rally Team USA   | Subaru Impreza  | DNF | 12º | 8º  | 10º | 5   |
| 13              | 15  | Reinis Nitišs      | Olsbergs MSE            | Ford Fiesta ST  | 16º | 16º | 4º  | 13º | 4   |
| 14              | 66  | Derek Tohill       | LD Motorsports World RX | Citroën DS3     | 13º | 13º | 12º | 14º | 3   |
| 15              | 54  | Jos Jansen         | JJ Racing               | Ford Focus      | 15º | 15º | 14º | 15º | 2   |
| 16              | 25  | Jacques Villeneuve | Albatec Racing          | Peugeot 208     | 7º  | 6º  | DNF | DNS | 1   |
| 17              | 97  | Sten Oja           | PSRX                    | Citroën DS3     | 9º  | DNF | DNS | DNS |     |
| 18              | 34  | Tanner Foust       | Marklund Motorsport     | Volkswagen Polo | DNF | DNS | DNS | DNS |     |
| Reporte Oficial |     |                    |                         |                 |     |     |     |     |     |

## Semifinales
Semifinal 1
| Pos.            | No. | Piloto            | Equipo                  | Tiempo   | Pts |
| --------------- | --- | ----------------- | ----------------------- | -------- | --- |
| 1               | 11  | Petter Solberg    | PSRX                    | 5:19.987 | 6   |
| 2               | 1   | Timur Timerzyanov | Team Peugeot-Hansen     | +4.402   | 5   |
| 3               | 57  | Toomas Heikkinen  | Marklund Motorsport     | +12.559  | 4   |
| 4               | 27  | Davy Jeanney      | Monster Energy World RX | +13.453  | 3   |
| 5               | 26  | Andy Scott        | Albatec Racing          | +16.588  | 2   |
| EXC             | 3   | Timmy Hansen      | Team Peugeot-Hansen     | Excluido | 0   |
| Reporte Oficial |     |                   |                         |          |     |

Semifinal 2
| Pos.            | No. | Piloto             | Equipo                  | Tiempo     | Pts |
| --------------- | --- | ------------------ | ----------------------- | ---------- | --- |
| 1               | 92  | Anton Marklund     | Marklund Motorsport     | 5:25.982   | 6   |
| 2               | 82  | Patrick Carpentier | Marklund Motorsport     | +2.194     | 5   |
| 3               | 15  | Reinis Nitišs†     | Olsbergs MSE            | +2.813     | 4   |
| 4               | 13  | Andreas Bakkerud   | Olsbergs MSE            | +3.106     | 3   |
| 5               | 96  | Sverre Isachsen    | Subaru Rally Team USA   | +7.352     | 2   |
| 6               | 88  | Henning Solberg    | Monster Energy World RX | +3 Vueltas | 1   |
| Reporte Oficial |     |                    |                         |            |     |

† Joni Wiman se clasificó para las semifinales, pero no pudo tomar la parrilla. A Reinis Nitišs se le permitió tomar su lugar.

## Final
| Pos.            | No. | Piloto             | Equipo              | Tiempo     | Pts |
| --------------- | --- | ------------------ | ------------------- | ---------- | --- |
| 1               | 11  | Petter Solberg     | PSRX                | 5:22.550   | 8   |
| 2               | 92  | Anton Marklund     | Marklund Motorsport | +2.673     | 5   |
| 3               | 1   | Timur Timerzyanov  | Team Peugeot-Hansen | +4.614     | 4   |
| 4               | 15  | Reinis Nitišs      | Olsbergs MSE        | +5.141     | 3   |
| 5               | 57  | Toomas Heikkinen   | Marklund Motorsport | +6.843     | 2   |
| 6               | 82  | Patrick Carpentier | Marklund Motorsport | +3 Vueltas | 1   |
| Reporte Oficial |     |                    |                     |            |     |